# A Midsummer Nmixx’s Dream
A Midsummer Nmixx’s Dream – trzeci single album południowokoreańskiej grupy Nmixx, wydany 11 lipca 2023 roku przez wytwórnię JYP Entertainment i Republic Records. Album zawiera cztery utwory, w tym przedpremierowy singiel „Roller Coaster” i główny singiel „Party O'Clock”.

## Lista utworów
| CD | CD                       | CD | CD | CD               | CD      |
| Nr | Tytuł utworu             | Tekst | Kompozycja | Aranżacja        | Długość |
| -- | ------------------------ | --- | --- | ---------------- | ------- |
| 1. | „Party O'Clock”          | J.Y. Park "The Asiansoul", Danke (Lalala Studio), Dr. Jo, Hwang Yu-bin (Verygoods), Wkly, Lee Seu-ran (JamFactory), Oh Hyeon-seon (Lalala Studio) | Josefin Glenmark, Paulina "Pau" Cerrilla, Harry Sommerdah, lFabian "Phat Fabe" Torsson, J.Y. Park "The Asiansoul" | Bangers & Cash   | 3:03    |
| 2. | „Roller Coaster”         | Seo Ji-eum | Justin Reinstein, Suhyppy, Anna Timgren                                                                           | Justin Reinstein | 2:59    |
| 3. | „Party O'Clock” (Inst.)  | | Josefin Glenmark, Paulina "Pau" Cerrilla, Harry Sommerdah, lFabian "Phat Fabe" Torsson, J.Y. Park "The Asiansoul" | Bangers & Cash   | 3:03    |
| 4. | „Roller Coaster” (Inst.) | | Justin Reinstein, Suhyppy, Anna Timgren                                                                           | Justin Reinstein | 2:59    |

## Notowania
| Lista                        | Pozycja | Źr.   |
| ---------------------------- | ------- | ----- |
| South Korean Albums (Circle) | 3       | [ 2 ] |

## Sprzedaż
| Kraj             | Sprzedaż |
| ---------------- | -------- |
| Korea Południowa | 896 281+ |